# Villers-sur-Authie
Pour les articles homonymes, voir Villers et Authie.
Villers-sur-Authie est une commune française située dans le département de la Somme, en région Hauts-de-France.
Depuis juillet 2020, la commune fait partie du parc naturel régional Baie de Somme - Picardie maritime. Elle est aussi dans la région naturelle du Marquenterre.
La commune fait partie des villages labellisés Pays d'art et d'histoire qui œuvrent à mettre en avant leur patrimoine,.

## Géographie

### Localisation
Villers-sur-Authie est un village picard du Ponthieu limitrophe du département du Pas-de-Calais. 
Limitrophe de Rue, la localité est située à 17 km au sud de Montreuil-sur-Mer, 26 km au nord-ouest d'Abbeville et à 64 km au nord-ouest d'Amiens à vol d'oiseau.
Le territoire de la commune est limitrophe de ceux de huit communes. 
Les communes limitrophes sont Tigny-Noyelle, Colline-Beaumont, Arry, Nampont, Quend, Rue, Vercourt et Vron.

### Hydrographie

#### Réseau hydrographique
La commune est située dans le bassin Artois-Picardie. Elle est drainée par l'Authie, le canal de Dessèchement Aval, le canal des Masures, le canal des Bas-Champs, le canal de Fresne, le canal des Bancs, le marais, le marais de colline et divers autres petits cours d'eau.
L'Authie limite le territoire communal au niveau de son voisinage avec le département du Pas-de-Calais. D'une longueur de 108 km, il prend sa source dans la commune de Coigneux et se jette  dans la Manche, son embouchure formant une vaste baie, comprise entre Fort-Mahon-Plage et Berck, typique des estuaires picards.

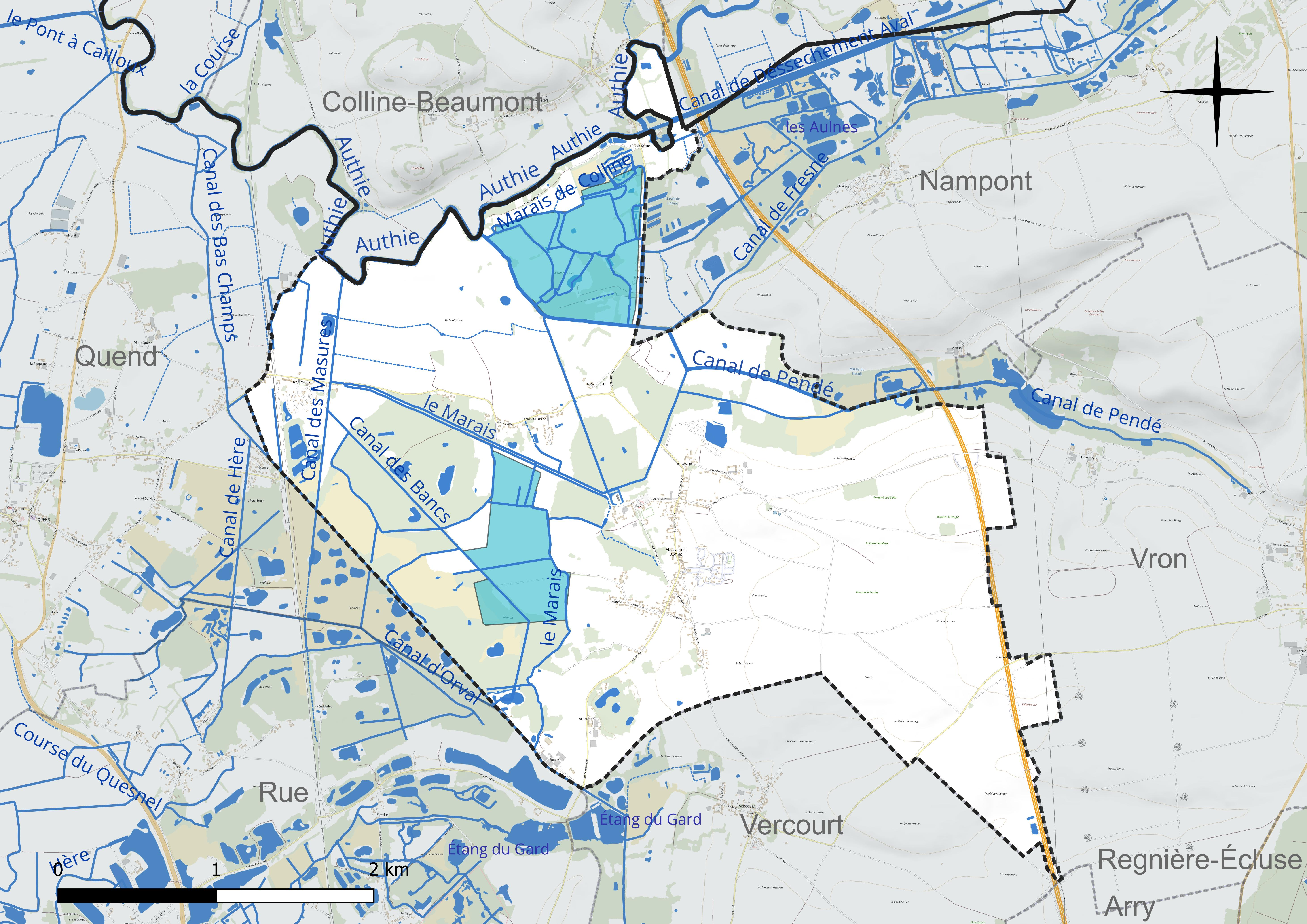
Réseau hydrographique de Villers-sur-Authie.

#### Gestion et qualité des eaux
Le territoire communal est couvert par le schéma d'aménagement et de gestion des eaux (SAGE) « Authie ». Ce document de planification concerne un territoire de 1 253 km2 de superficie, délimité par le bassin versant de l'Authie. Le périmètre a été arrêté le 5 août 1999 et le SAGE proprement dit est, en 2024, en cours d'élaboration. La structure porteuse de l'élaboration et de la mise en œuvre est le syndicat mixte Canche et Authie.
La qualité des cours d'eau peut être consultée sur un site dédié géré par les agences de l'eau et l'Agence française pour la biodiversité.

### Climat
Pour des articles plus généraux, voir Climat des Hauts-de-France et Climat de la Somme.
En 2010, le climat de la commune est de type climat océanique franc, selon une étude du CNRS s'appuyant sur une série de données couvrant la période 1971-2000. En 2020, Météo-France publie une typologie des climats de la France métropolitaine dans laquelle la commune est exposée à un climat océanique et est dans la région climatique Côtes de la Manche orientale, caractérisée par un faible ensoleillement (1 550 h/an) ; forte humidité de l'air (plus de 20 h/jour avec humidité relative > 80 % en hiver), vents forts fréquents.
Pour la période 1971-2000, la température annuelle moyenne est de 10,4 °C, avec une amplitude thermique annuelle de 12,7 °C. Le cumul annuel moyen de précipitations est de 758 mm, avec 12,3 jours de précipitations en janvier et 8,3 jours en juillet. Pour la période 1991-2020, la température moyenne annuelle observée sur la station météorologique la plus proche, située sur la commune de Cayeux-sur-Mer à 21 km à vol d'oiseau, est de 11,4 °C et le cumul annuel moyen de précipitations est de 761,1 mm,. Pour l'avenir, les paramètres climatiques de la commune estimés pour 2050 selon différents scénarios d'émission de gaz à effet de serre sont consultables sur un site dédié publié par Météo-France en novembre 2022.

## Urbanisme

### Typologie
Au 1er janvier 2024, Villers-sur-Authie est catégorisée commune rurale à habitat dispersé, selon la nouvelle grille communale de densité à sept niveaux définie par l'Insee en 2022.
Elle est située hors unité urbaine et hors attraction des villes,.

### Occupation des sols
L'occupation des sols de la commune, telle qu'elle ressort de la base de données européenne d'occupation biophysique des sols Corine Land Cover (CLC), est marquée par l'importance des territoires agricoles (75,9 % en 2018), une proportion sensiblement équivalente à celle de 1990 (76,5 %). La répartition détaillée en 2018 est la suivante : 
terres arables (49,4 %), prairies (24,3 %), forêts (11,4 %), zones humides intérieures (7,3 %), zones urbanisées (3,5 %), zones agricoles hétérogènes (2,1 %), milieux à végétation arbustive et/ou herbacée (1,9 %). L'évolution de l'occupation des sols de la commune et de ses infrastructures peut être observée sur les différentes représentations cartographiques du territoire : la carte de Cassini (XVIIIe siècle), la carte d'état-major (1820-1866) et les cartes ou photos aériennes de l'IGN pour la période actuelle (1950 à aujourd'hui).

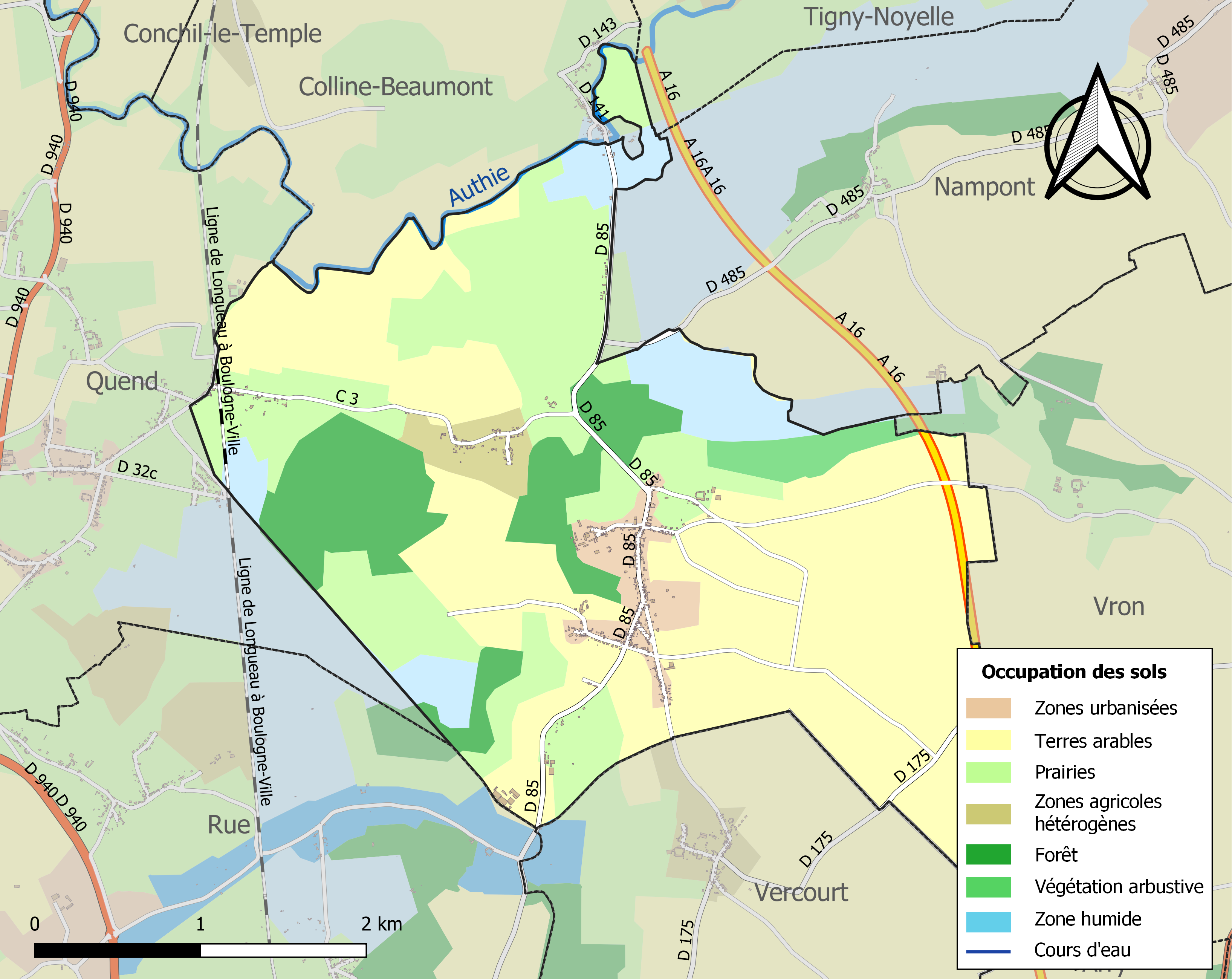
Carte des infrastructures et de l'occupation des sols de la commune en 2018 (CLC).

### Voies de communication et transports
Villers-sur-Authie est desservie par la route départementale (RD 85) menant de Rue à Montreuil.
En 2019, elle est desservie par les lignes de bus du réseau Trans'80, chaque jour de la semaine, sauf le dimanche.

## Toponymie
Le nom de la localité est attesté sous les formes Villa super Alteiam (1096-1100) ; Villers super Alteiam (1100) ; Villeris super Alteiam (1100) ; Villare (1190) ; Viler (1199) ; Villeria (1210) ; Vilers (1210) ; Pons à Vilers (1225) ; Viliers (1221) ; Villers (1225) ; Villiers super Altheiam (1237) ; Villers sur Authie (1381) ; Villers sur Ostye (1557) ; Villers sous Authie (1646) ; Villiers (1648) ; Viler sur Autie (1733) ; Vellers (1776) ; Villiers-sur-Authie (1701) ; Villers-sur-Authies (1806).

Le nom du village viendrait de Villare qui signifie « ferme ».
L'Authie est un fleuve côtier du Nord de la France qui se jette dans la Manche sis dans les départements de la Somme et du Pas-de-Calais, dans le bassin Artois-Picardie.

## Histoire

### La seigneurie de Villers sous l'ancien régime
On a perdu la trace de l'ancien château qui était entouré de fortes murailles avec pont-levis. Il était situé près du château actuel.

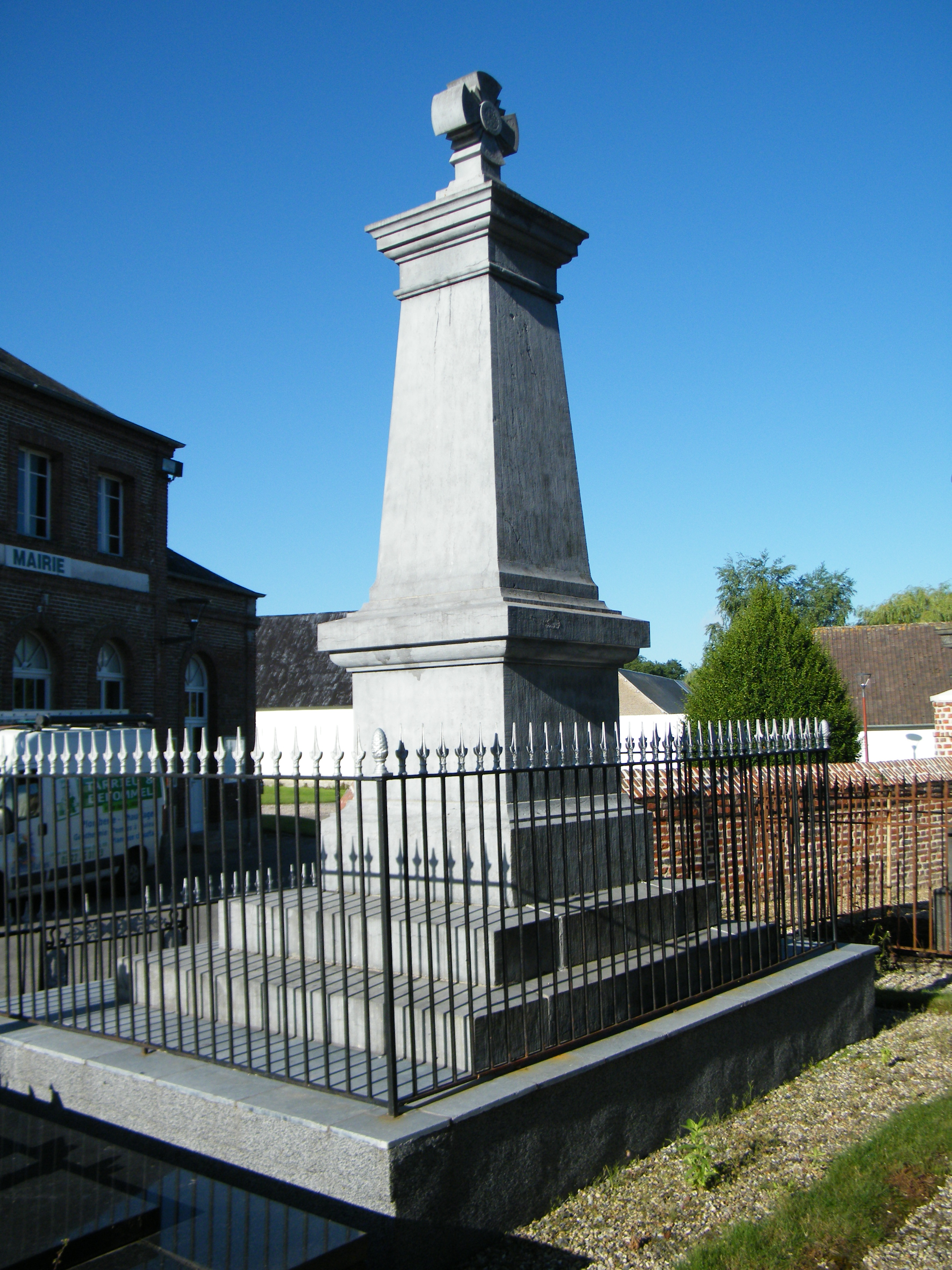
Le monument aux morts.

### Temps modernes
Le village a longtemps tiré des ressources de l'exploitation de la tourbe dont les revenus étaient partagés entre le comte de Ponthieu et le prieur de Maintenay.
En 1849, comme dans toutes les communes de France, la population masculine majeure put, pour la première fois, aller voter grâce à l'instauration du suffrage universel. Voici la répartition (en nombre) de quelques patronymes des électeurs :
| Lecat, 3 Simon, 1 Sueur, 3 Vasseur, 1 |

## Politique et administration
| Période                                  | Période                      | Identité          | Étiquette | Qualité                         |
| ---------------------------------------- | ---------------------------- | ----------------- | --------- | ------------------------------- |
| Les données manquantes sont à compléter. |                              |                   |           |                                 |
| en cours en 1924                         |                              | H. Houbron        |           |                                 |
| en cours en 1948, 1949, 1955             |                              | G. Thouret        |           |                                 |
| Les données manquantes sont à compléter. |                              |                   |           |                                 |
| 1983                                     | 2008                         | Pierre Dorémus    |           |                                 |
| mars 2008                                | 2014                         | Jacques Hennebert | DVD       |                                 |
| 2014                                     | En cours (au 8 octobre 2020) | Michel Riquet     |           | Réélu pour le mandat 2020-2026, |

## Population et société

### Démographie

#### Évolution démographique
L'évolution du nombre d'habitants est connue à travers les recensements de la population effectués dans la commune depuis 1793. Pour les communes de moins de 10 000 habitants, une enquête de recensement portant sur toute la population est réalisée tous les cinq ans, les populations de référence des années intermédiaires étant quant à elles estimées par interpolation ou extrapolation. Pour la commune, le premier recensement exhaustif entrant dans le cadre du nouveau dispositif a été réalisé en 2004.

En 2022, la commune comptait 460 habitants, en évolution de −3,36 % par rapport à 2016 (Somme : −1,26 %, France hors Mayotte : +2,11 %).
| 1793 | 1800 | 1806 | 1821 | 1831 | 1836 | 1841 | 1846 | 1851 |
| ---- | ---- | ---- | ---- | ---- | ---- | ---- | ---- | ---- |
| 359  | 388  | 391  | 470  | 534  | 564  | 596  | 580  | 610  |

| 1856 | 1861 | 1866 | 1872 | 1876 | 1881 | 1886 | 1891 | 1896 |
| ---- | ---- | ---- | ---- | ---- | ---- | ---- | ---- | ---- |
| 608  | 621  | 654  | 634  | 604  | 590  | 572  | 603  | 588  |

| 1901 | 1906 | 1911 | 1921 | 1926 | 1931 | 1936 | 1946 | 1954 |
| ---- | ---- | ---- | ---- | ---- | ---- | ---- | ---- | ---- |
| 550  | 485  | 416  | 434  | 394  | 410  | 405  | 390  | 399  |

| 1962 | 1968 | 1975 | 1982 | 1990 | 1999 | 2004 | 2006 | 2009 |
| ---- | ---- | ---- | ---- | ---- | ---- | ---- | ---- | ---- |
| 430  | 420  | 365  | 379  | 354  | 362  | 364  | 376  | 411  |

| 2014 | 2019 | 2022 | - | - | - | - | - | - |
| ---- | ---- | ---- | - | - | - | - | - | - |
| 459  | 471  | 460  | - | - | - | - | - | - |

#### Pyramide des âges
En 2018, le taux de personnes d'un âge inférieur à 30 ans s'élève à 33,1 %, soit en dessous de la moyenne départementale (36,4 %). À l'inverse, le taux de personnes d'âge supérieur à 60 ans est de 27,0 % la même année, alors qu'il est de 26,0 % au niveau départemental.
En 2018, la commune comptait 242 hommes pour 231 femmes, soit un taux de 51,16 % d'hommes, largement supérieur au taux départemental (48,51 %).
Les pyramides des âges de la commune et du département s'établissent comme suit.
| Hommes | Classe d’âge | Femmes |
| ------ | ------------ | ------ |
| 0,8    | 90 ou +      | 0,4    |
| 6,2    | 75-89 ans    | 6,1    |
| 18,7   | 60-74 ans    | 21,7   |
| 21,6   | 45-59 ans    | 17,8   |
| 20,3   | 30-44 ans    | 20,0   |
| 12,4   | 15-29 ans    | 13,0   |
| 19,9   | 0-14 ans     | 20,9   |

| Hommes | Classe d’âge | Femmes |
| ------ | ------------ | ------ |
| 0,6    | 90 ou +      | 1,8    |
| 6,7    | 75-89 ans    | 9,4    |
| 17,2   | 60-74 ans    | 18,1   |
| 19,8   | 45-59 ans    | 19,1   |
| 18,2   | 30-44 ans    | 17,5   |
| 19,4   | 15-29 ans    | 18     |
| 18,2   | 0-14 ans     | 16,2   |

### Enseignement
La compétence scolaire est assurée par la communauté de communes.
À la rentrée 2019, l'école ferme. Les enfants sont scolarisés au sein du regroupement pédagogique concentré, l'École des Horizons, à Vron.

## Culture locale et patrimoine

### Lieux et monuments

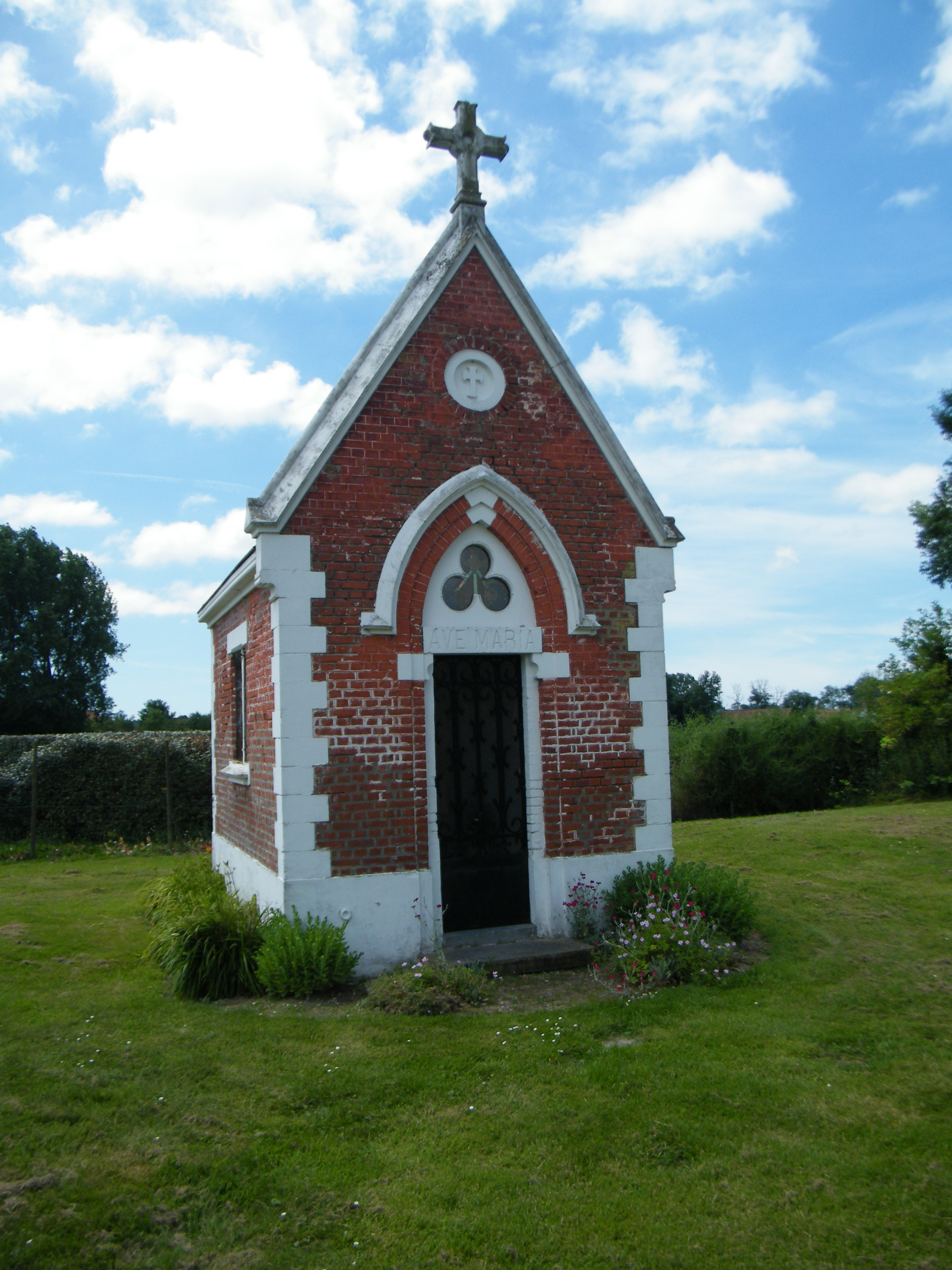
Chapelle à Villers.

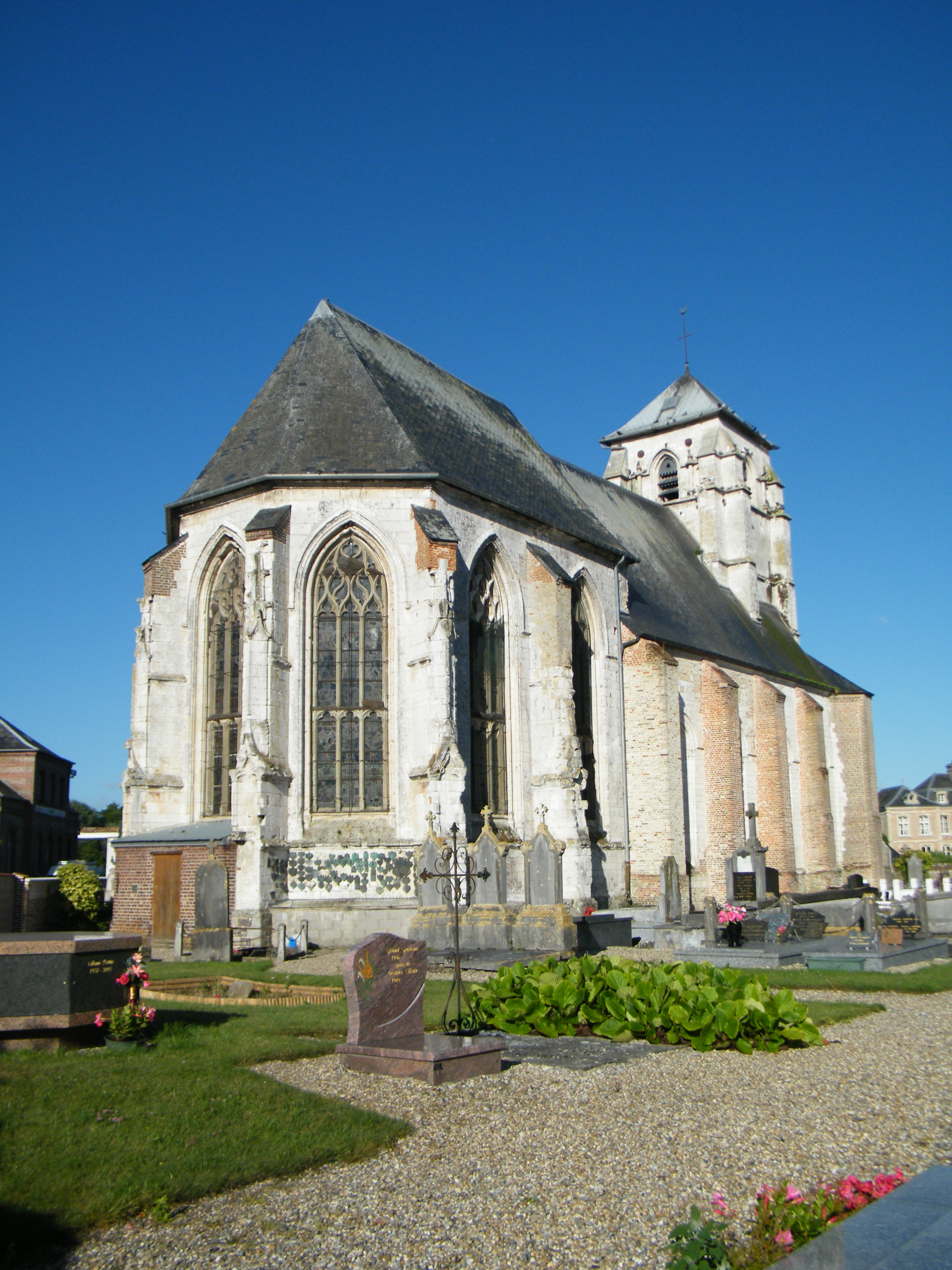
Chevet de l'église.

- Église de l'Assomption-de-la-Sainte-Vierge, dont la nef date du XIIIe siècle. Selon Rodière, elle renferme les plus beaux vitraux du Ponthieu[26].

- Château, daté de 1687[26]. Le château aurait été construit en 1687, à côté d'un autre, plus ancien, et restauré en 1878 comme en témoignent les dates portées sur la façade sud. Les armes de Jean Truffier et de Gabrielle de Saint-Souplis[Note 4] sont représentées sur la façade principale[41].
- Le marais du Pendé de 43,5 ha[42] qui renferme des espèces protégées : Grande douve (aux fleurs jaunes) et Potamot coloré pour la flore, Busard des roseaux, Marouette ponctuée, Locustelle luscinoïde, Gorge bleue et Butor étoilé pour la faune[26]. 

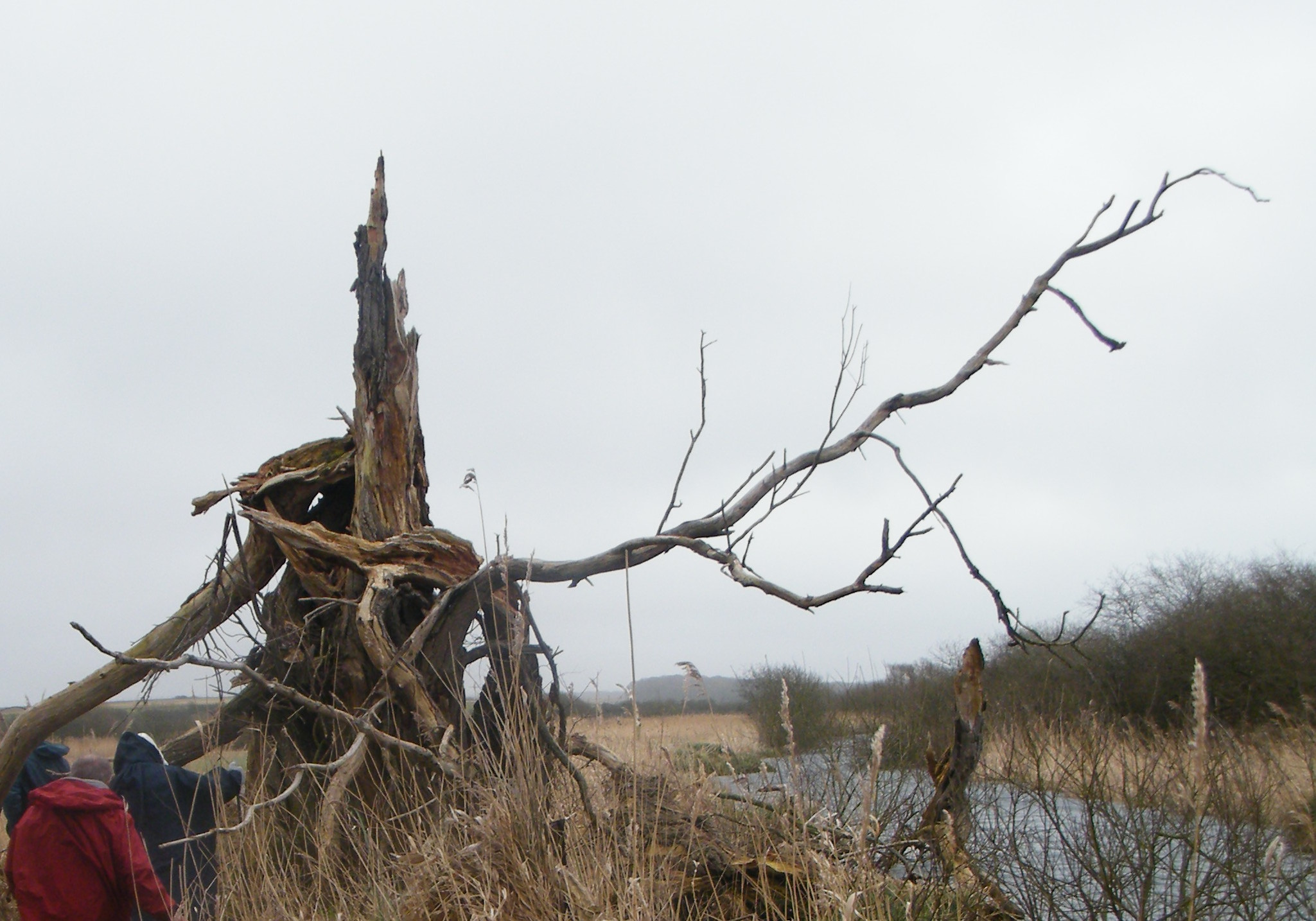
Arbre mort dans le marais des Grands Viviers.

Géré par le Conservatoire des Espaces Naturels de Picardie, il se compose des sections de la Chausséette (sur Nampont-Saint-Martin), des Petits Viviers, des Grands Viviers et de la Belle Nonnette.
Ces espaces tourbeux acides permettent également, entre autres, de préserver la Gesse des marais, le Peucédan des marais (Thysselinum palustre)  et la Laîche paradoxale[43].

### Héraldique
|  | Les armes de la commune se blasonnent ainsi : de gueules aux trois molettes d'éperon d'or. |